# Polygala myrtifolia
Polygala myrtifolia és una espècie de planta del gènere Polygala i que és planta nativa de Sud-àfrica des de les Bokkeveld Mountains prop de Clanwilliam, fins KwaZulu-Natal.. El seu epítet específic, ‘’myrtifolia’’ prové del llatí i significa: “amb fulles com les de la murtra”. L'any 2015 en una planta de Niça es va detectar per primera vegada a la França continental el bacteri fitopatogen ‘’Xylella fastidiosa’’

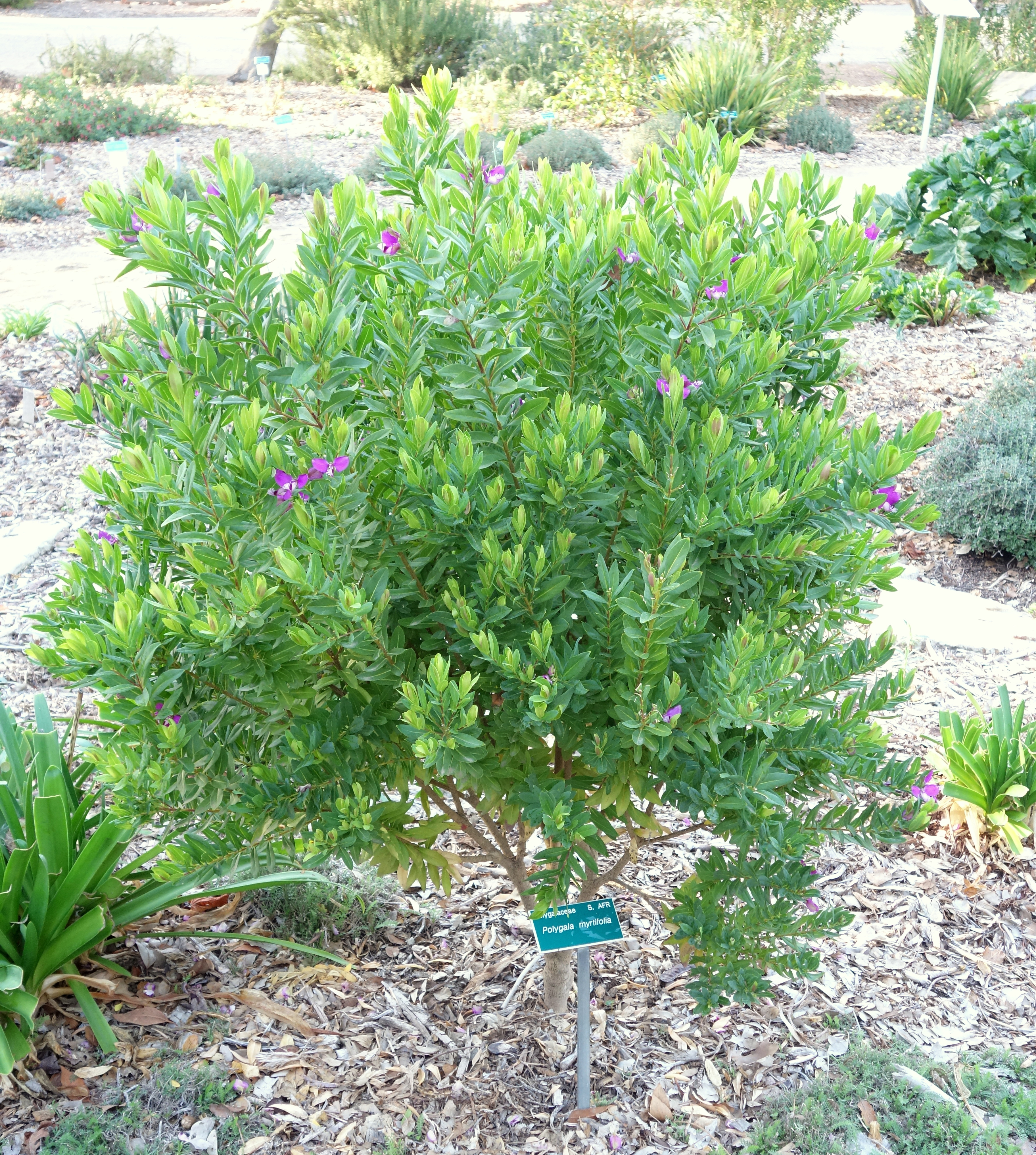

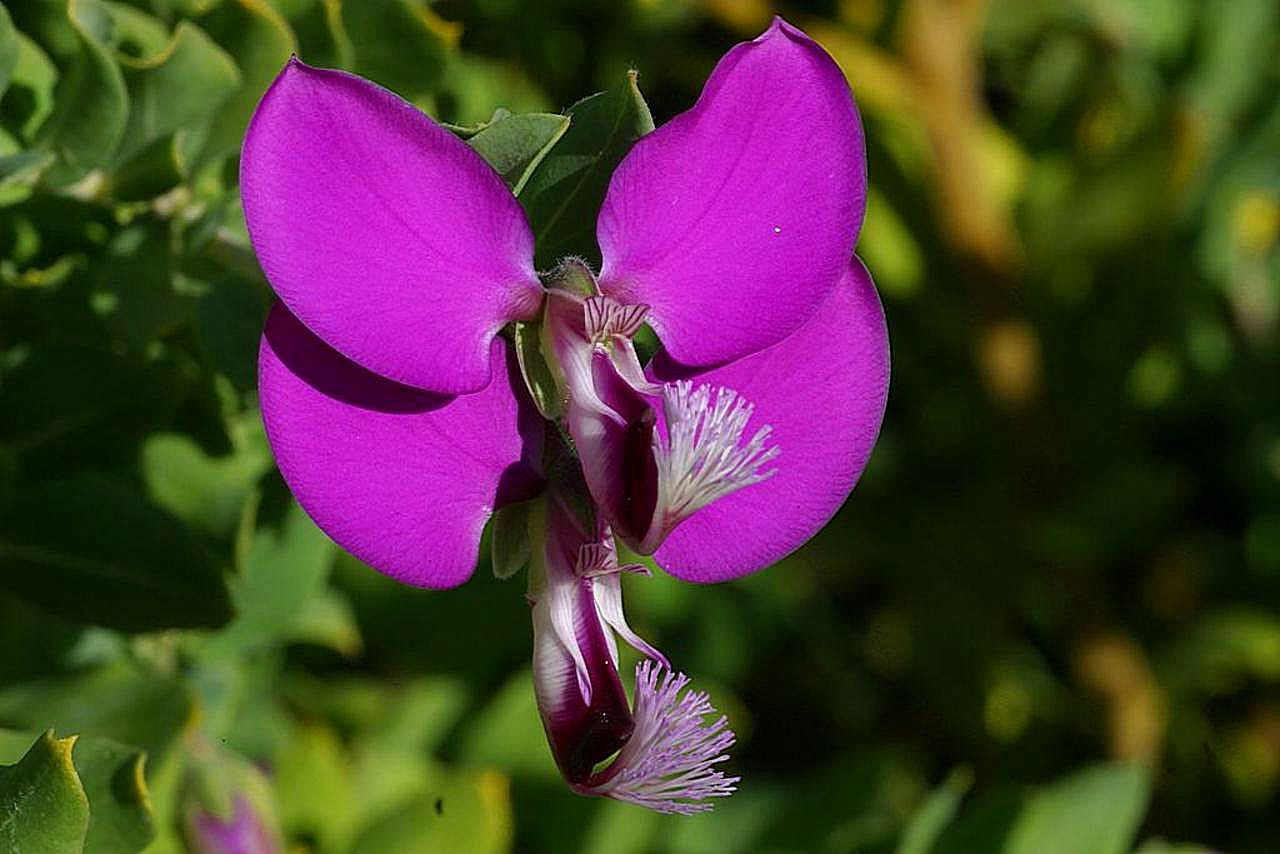
Flors

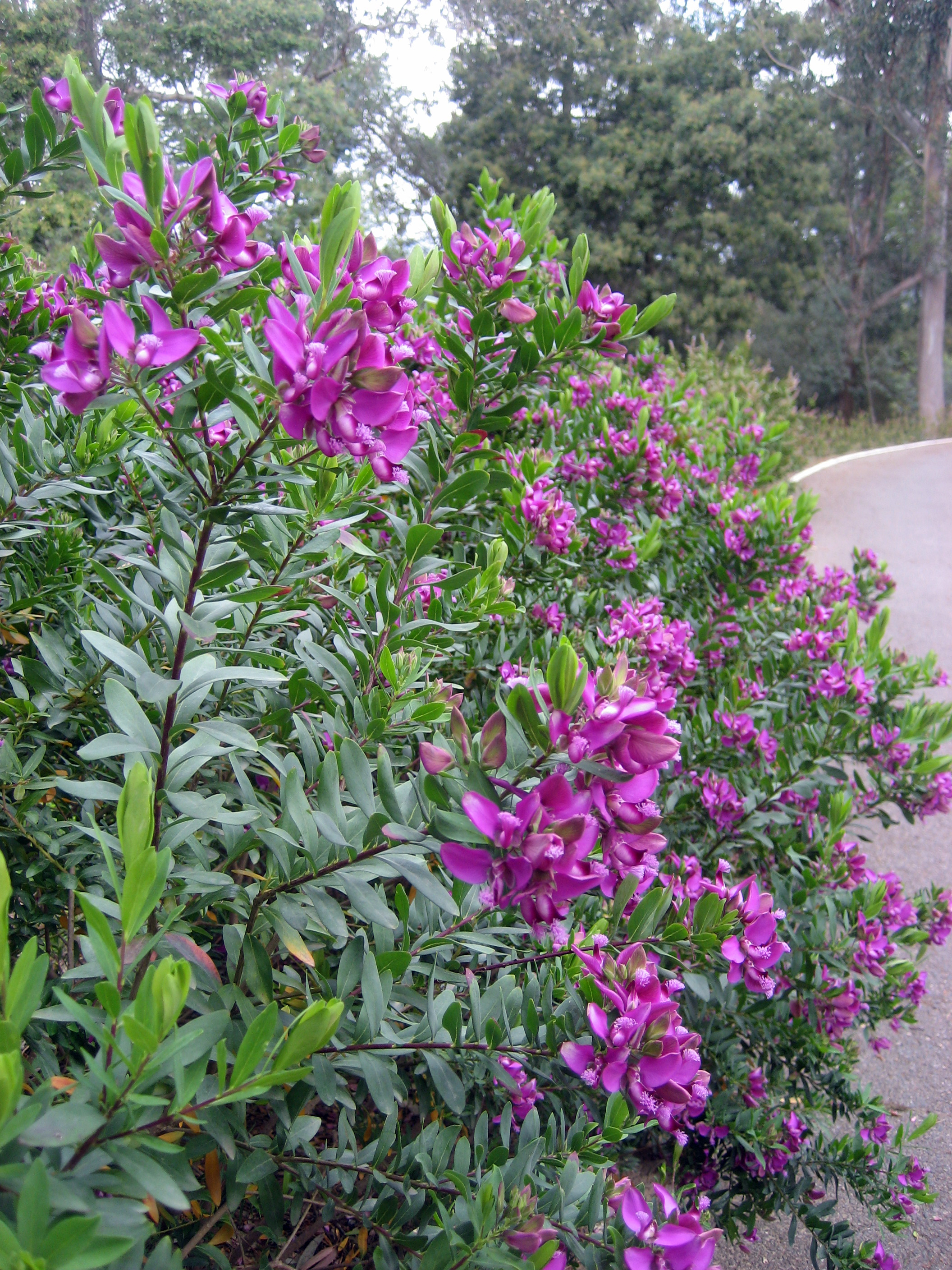
Vista de la planta

## Descripció
És un arbust de fulles persistents que arriba a fer 1,5-4 m. Les seves fulles són ovades de 25-50 mm de largada i de fins a 13 mm d'amplada. Les flors fan uns 25 mm de diàmetre i són de color porpra. El fruit és una càpsula alada. Suporta gelades lleugeres. Pot ser una planta invasora en zones subtropicals
.

## Propietats i usos
Assaigs realitzats per la Universitat de Natal a Pietermaritzburg han descobert que els extractes aquosos de P. myrtifolia tenen activitat contra Candida albicans.

## Sinonímia
- Polygala pinifolia Poir.
- Psychanthus grandiflorus Spach
- Psychanthus myrtifolius (L.) Spach
- Psychanthus myrtifolius (L.) Raf.[3]